# Itanhém
Itanhém est une municipalité brésilienne de l'État de Bahia et la microrégion de Porto Seguro.